# Francesc Vicens i Vidal
Francesc Vicens i Vidal (Palma, Mallorca, 1977) és un musicòleg i investigador de les músiques tradicionals de Mallorca, especialment del Cant de la Sibil·la. La seva línia de recerca relaciona la música amb altres disciplines com el turisme, els fenòmens de masses, la tecnologia o l'educació artística.
Vicens estudià d'Història de l'Art a la Universitat de les Illes Balears (UIB), Història i Ciències de la Música a la Universitat de Barcelona (UAB) i piano al Conservatori de Música del Liceu. Realitzà estades postdoctorals a la Universitat de Bolonya (DAMS) i a la Universitat de Siena. Posteriorment realitzà estades de recerca al CUNY Graduate Center de Nova York, i de docència a la Universitat de Roma La Sapienza. S'especialitzà en l'estudi del Cant de la Sibil·la com a fenomen social i cultural viu. Algunes de les seves publicacions varen servir per donar suport a la candidatura de la Sibil·la al Llistat de Béns Immaterials de la Humanitat; entre aquestes destaquen El Cant de la Sibil·la Patrimoni de la Humanitat (2013), El Cant de la Sibil·la a Mallorca (2012), La Sibil·la a les portes de la UNESCO (2010) o La Sibil·la i les Matines a Mallorca (2005) amb un equip coordinat per Jaume Aiats. Entre els anys 2009 i 2015 fou designat pel Consell Insular de Mallorca per redactar els informes de seguiment del Cant de la Sibil·la per la UNESCO al Llistat de Béns Immaterials de la Humanitat i fou membre de l’equip d’investigació La Sibila. Sonido. Imagen. Litúrgia. Escena (UAB, 2012-2014) coordinat per María del Carmen Gómez Muntané.
És membre del Consell Assessor de Cultura Popular del Consell de Mallorca en qualitat d’expert en la Sibil·la i se’l reconeix com una de les veus més acreditades sobre la matèria. Des de l’any 2019 és professor-investigador de l’àrea de didàctica de l’expressió musical de la UIB.
El 2012 rebé el premi Bartomeu Rosselló-Pòrcel dels premis 31 de Desembre atorgats per l'Obra Cultural Balear (OCB) i, juntament amb Tomeu Canyelles, el Premi Ciutat de Palma el 2019.